# San José los Barbechos
San José los Barbechos, eller bara Los Barbechos, är en ort i Mexiko, tillhörande kommunen Nicolás Romero i delstaten Mexiko. San José los Barbechos ligger i den centrala delen av landet och tillhör Mexico Citys storstadsområde. Orten hade 658 invånare vid folkmätningen 2010.